# 진 루버롤

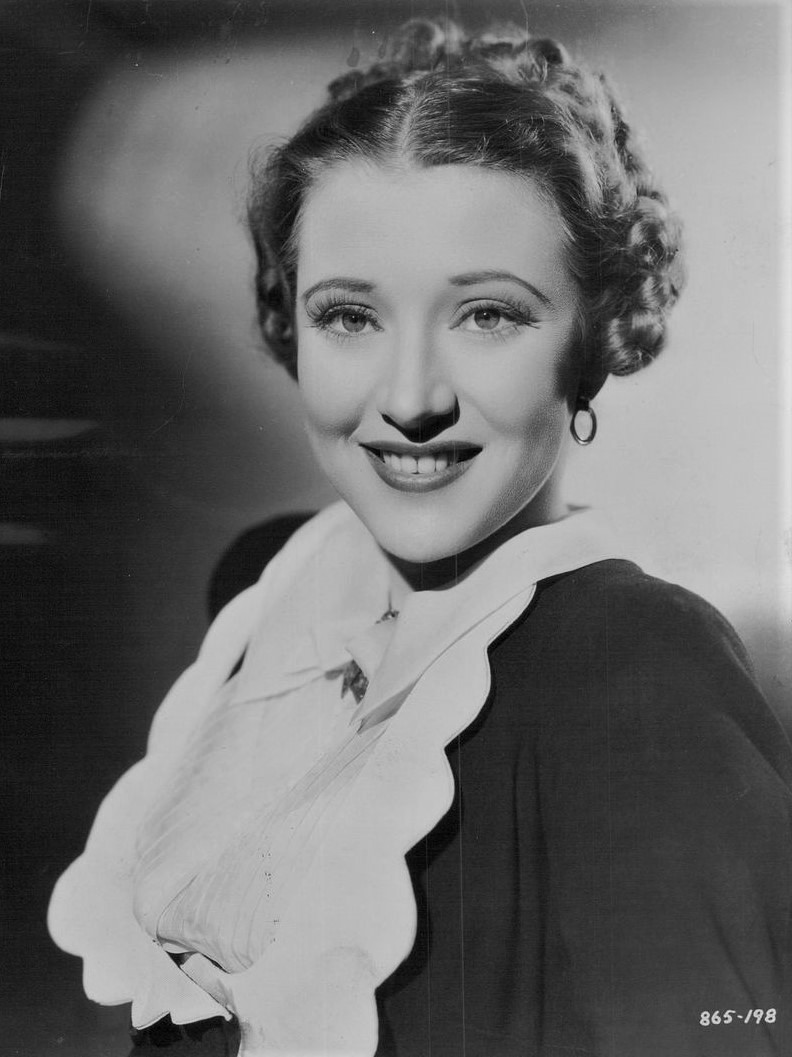

진 루버롤(Jean Rouverol, 1916년 7월 8일 ~ 2017년 3월 24일)은 미국의 각본가, 연극 배우, 영화배우, 저자, 노동운동가이다.
세인트루이스에서 태어났다.

## 영화
- 라일라 클레어의 전설 (1968년)
- 애즈 더 월드 턴즈 (1956년)
- 오텀 리브스 (1956년)
- 가딩 라이트 (1952년)
- 미시시피 (1935년)
- 프라이빗 월드 (1935년)
- 이것이 선물 (1934년)